# Fusión parcial

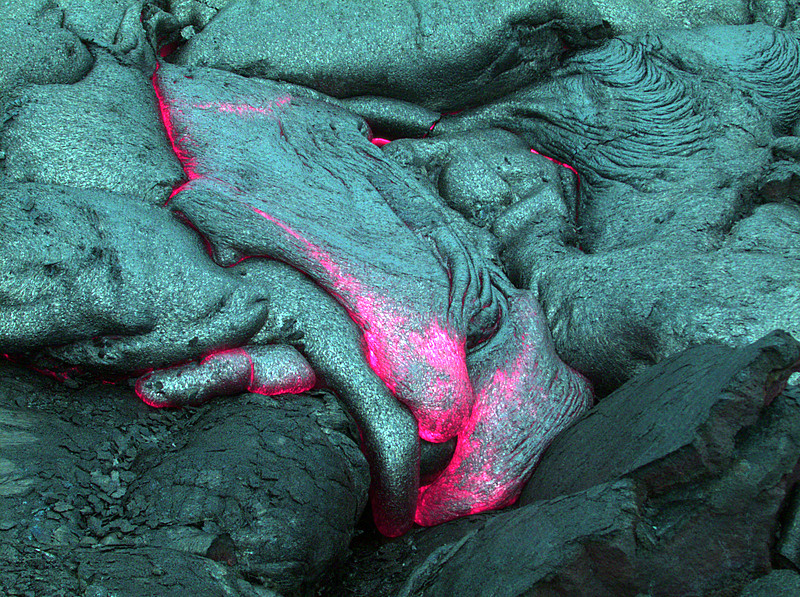
Las lavas proceden de la diferenciación química de magmas formados por fusión parcial.

Fusión parcial es un estado que atraviesan las rocas, o los sólidos heterogéneos, antes de fundirse completamente.[cita requerida] La mayoría de las rocas se componen de varios minerales con diversos puntos de fusión, y por tanto sus diagramas de cambio de fase de sólido a líquido suelen ser complejos.[cita requerida] En las presiones que se dan en la corteza o el manto superior de la Tierra, sólo una pequeña fracción de fusión parcial puede ser suficiente para que ese fluido sea exprimido y separado de la matriz y migre (por su menor densidad) hacia la superficie.[cita requerida] Las rocas raramente se funden [cita requerida] más de un 50% debido a la capacidad de separación por gravedad de las fracciones fundida y sólida. 
Cuando una roca se funde, el líquido se conoce como magma primario, que aún no ha experimentado ninguna diferenciación y no representa la composición originaria del magma. En la naturaleza es raro encontrar magmas primarios, siendo un ejemplo los leucosomas de migmatitas. Cuando es imposible encontrar la composición primitiva o primaria del magma, es a menudo útil procurar identificar el magma parental. 
La situación de fusión parcial se produce entre el denominado punto de solidus, temperatura en la que empieza a fundirse una roca, y el punto de liquidus, temperatura en la que la fusión es total.

## Implicaciones geoquímicas de la fusión parcial
El grado de fusión parcial es crítico para determinar qué tipo de magma se produce. El grado de fusión parcial requerido para formar un determinado magma puede ser estimado midiendo el enriquecimiento relativo de elementos incompatibles frente a elementos compatibles. Los elementos incompatibles incluyen comúnmente el potasio, bario, cesio y rubidio. Los tipos de la roca producidos por grados pequeños de fusión parcial en la corteza son típicamente alcalinos (calcio, sodio) y potásicos. 
Los factores principales que controlan la fusión parcial de las rocas son: 
- Contenido de agua.
- Temperatura.
- Presión.
- Composición de las fuentes parentales.

De estos factores, unos dominaran sobre otros dependiendo del ambiente tectónico en el cual se genere el magma. En las zonas de subducción como el Caribe o Japón, el factor crítico es el contenido de agua en el manto. En las dorsales oceánicas como la centroatlántica o la dorsal del Pacífico oriental, el factor crítico es la disminución de la presión en el eje de extensión. En las zonas de colisión continental, como los Alpes, lo es el incremento de la presión y de la temperatura en la base de la corteza. En algunos montes marinos como Hawái o Islandia, el factor principal es el incremento de la temperatura generado por anomalías térmicas (plumas mantélicas o puntos calientes) provenientes de la base del manto inferior.
Tanto la presencia de agua como una disminución de la presión pueden bajar los puntos de solidus y liquidus, facilitando la formación de magmas sin aumentar la temperatura.